# Taeun
Taeun (em coreano:  태은) é um casal da 4ª  temporada do reality show sul-coreano We Got Married. O marido é o cantor e dançarino Taemin, e a esposa é a cantora e atriz Naeun. O nome do casal Taeun foi retirado da combinação das sílabas dos seus nomes, Tae de Taemin e Eun de Naeun.

## Visão global
Em 17 de abril de 2013 dizia-se que o novo casal do 'We Got Married' seria formado a partir de Taemin do SHINee e Na Eun A Pink. Em 18 de abril, tanto a Cube Entertainment quanto a SM Entertainment confirmaram que Taemin e Naeun seriam o novo casal do WGM.
Em 17 de abril, o We Got Married revelou suas razões por que Taemin e Na Eun escalado como o novo casal, ele disse: Nós estávamos procurando por um novo casal que teria uma vibe de primeiro amor. Entrevistamos várias celebridades, mas fora delas, Taemin e Na Eun que quase não têm qualquer experiência de namoro, parecia o mais adequado, e eles também têm um monte de coisas em comum."
"Especificamente, quando eles estavam discutindo o tema do amor, Taemin falou sobre seus tempos de escola primária, enquanto Na Eun falou sobre seus dias de infância... Eles se conheceram durante a primeira filmagem e exalava uma vibração inocente e fresca. Pedimos que os telespectadores também enxerguem o novo casal com amor."
Em 27 de abril de 2013 o primeiro episódio foi ao ar. Sua primeira gravação ocorreu em um café que ficou famoso pelo filme Architecture 101 e em um parque aquático em Jeju Island.
Em 7 de junho de 2013 as primeiras fotos do primeiro photoshoot da Taeun juntos foram liberadas. Eles terminaram seu casamento virtual no início de janeiro de 2014.

## Controvérsias
Em novembro de 2013, uma controvérsia com o show cresceu como profanação de uma staff em relação à Taemin. O suposto staff disse "não houve más intenções", quando ela o amaldiçoou e que "foi um deslize". Isso aumentou ainda mais a ira dos espectadores, alegando que a equipe do WGM está fazendo desculpas ocupadas em vez de dar um sincero pedido de desculpas. No mesmo mês, houve uma controvérsia adicionada a existência de um script no programa, como um vídeo revelando a equipe direcionando Taemin para "Diga o que está no roteiro."

## Nomes do casal
- Taeun Couple - Uma combinação de seus nomes.
- Young Couple - Eles são chamados de o jovem casal, porque eles são o casal mais jovem (idade combinada) a estrelar o We Got Married juntos.
- Innocent Couple - Eles são chamados de Casal Inocente porque nenhum deles tem alguma experiência de namoro.
- Kogi Couple - Reconhecido por ambos, quando ambos admitiram que carne é o seu alimento favorito para comer.
- Clumsy Couple - Eles são chamados de Casal Clumsy porque ambos não saber cozinhar ou cortar frutas.
- NaMin Couple - Uma combinação de seus nomes.
- Adventurous Couple - Por causa de seu gosto por esportes radicais.
- Makdong Couple - Mak para Maknae, Dong para Dongsaeng.

## Aniversários
| Data                   | Aniversário                    |
| ---------------------- | ------------------------------ |
| 17 de abril de 2013    | O primeiro encontro de Taeun   |
| 26 de julho de 2013    | 100º dia                       |
| 17 de outubro de 2013  | Semestre-sário do Taeun        |
| 30 de novembro de 2013 | Casamento tradicional do Taeun |
| 2 de dezembro de 2013  | 200º dia                       |
| 4 de janeiro de 2014   | O último dia de Taeun          |